# Charles Townshend, 3. Viscount Townshend
Charles Townshend, 3. Viscount Townshend (* 11. Juli 1700; † 12. März 1764) war ein britischer Peer und Politiker  (Whig).

## Leben und Karriere
Townshend wurde im Juli 1700 als ältester Sohn von Charles Townshend, 2. Viscount Townshend und dessen Frau geboren. Er besuchte das Eton und das King’s College.
Nach seiner Graduierung folgte er seinem Onkel 1722 als Abgeordneter des House of Commons für den Wahlkreis Great Yarmouth nach. Dieses Mandat hatte er bis zum folgenden Jahr inne, als er durch einen Writ of Acceleration vorzeitig ins House of Lords berufen wurde unter dem nachgeordneten Titel des Vaters als Baron Townshend, of Lynn Regis in the County of Norfolk. Da sein Vater bereits die Anrede Lord Townshend führte, wurde Charles Townshend nach der territorialen Widmung des Titels Lord Lynn genannt. Townshend wurde 1730 Master of the Jewel Office und Lord Lieutenant von Norfolk. Die übrigen Titel seines Vaters erbte er bei dessen Tod 1738.
Nach ihm ist die Stadt Townshend in Vermont benannt.

## Familie
Am 29. Mai 1723 heiratete Townshend Audrey Ethelreda Harrison († 1788), die einzige Tochter und Erbin des Unterhausabgeordneten und Postmaster-General Edward Harrison (1674–1732), Gutsherr von Ball’s Park in Hertfordshire. Ihre überlebenden Kinder waren George, später Marquess Townshend (1724–1807), Charles (1725–1767) und Audrey (1736–1781), die Robert Orme (1732–1790), einen Captain der Coldstream Guards heiratete.
Er starb im März 1764 im Alter von 63 Jahren.